# Championnats d'Europe de triathlon 1990
Navigation
Édition précédente Édition suivante
Les championnats d'Europe de triathlon 1990 sont la sixième édition des championnats d'Europe de triathlon, une compétition internationale de triathlon sous l'égide de la fédération européenne de ce sport. L'épreuve est constituée de 1 500 mètres de natation, 40 kilomètres de vélo puis 10 kilomètres de course à pied.
Cette édition se tient dans la ville autrichienne de Linz et elle est remportée par le Belge Fons Hamblock chez les hommes et par la Néerlandaise Thea Sybesma chez les femmes.

## Palmarès

### Hommes
| Rang               | Triathlète         | Temps           |
| ------------------ | ------------------ | --------------- |
| Médaille d'or      | Fons Hamblock      | 1 h 50 min 28 s |
| Médaille d'argent  | Rob Barel          | 1 h 50 min 45 s |
| Médaille de bronze | Wolfgang Kattnig   | 1 h 50 min 46 s |
| 4                  | Patrick Girard     | 1 h 50 min 55 s |
| 5                  | Didier Volckaert   | 1 h 51 min 36 s |
| 6                  | Fabrizio Ferraresi | 1 h 51 min 48 s |
| 7                  | Francesc Godoy     | 1 h 51 min 52 s |
| 8                  | Simon Lessing      | 1 h 52 min 2 s  |
| 9                  | Luc Van Lierde     | 1 h 52 min 3 s  |
| 10                 | Serge Lecrique     | 1 h 52 min 16 s |

### Femmes
| Rang               | Triathlète                 | Temps           |
| ------------------ | -------------------------- | --------------- |
| Médaille d'or      | Thea Sybesma               | 2 h 4 min 0 s   |
| Médaille d'argent  | Simone Mortier             | 2 h 5 min 4 s   |
| Médaille de bronze | Isabelle Mouthon-Michellys | 2 h 7 min 35 s  |
| 4                  | Ute Schäfer                | 2 h 7 min 56 s  |
| 5                  | Sylvie Muguet              | 2 h 8 min 28 s  |
| 6                  | Dolorita Gerber            | 2 h 9 min 52 s  |
| 7                  | Barbara Delft              | 2 h 10 min 42 s |
| 8                  | Anne-Marie Rouchon         | 2 h 11 min 37 s |
| 9                  | Béatrice Mouthon           | 2 h 11 min 55 s |
| 10                 | Sarah Springman            | 2 h 12 min 33 s |